# Anarta militzae
Anarta militzae là một loài bướm đêm trong họ Noctuidae.